# فوميو كامي
فوميو كامي (باليابانية: 亀井文夫؛ بالكانا: かめい ふみお) هو مخرج ياباني، ولد في 1 أبريل 1908 في فوكوشيما في اليابان، وتوفي في 27 فبراير 1987 في طوكيو في اليابان.

## وصلات خارجية
- فوميو كامي على موقع IMDb (الإنجليزية)
- فوميو كامي على موقع ألو سيني (الفرنسية)
- فوميو كامي على موقع أول موفي (الإنجليزية)
- فوميو كامي على موقع قاعدة بيانات الفيلم (الإنجليزية)
- فوميو كامي على موقع كينوبويسك (الروسية)